# Lettermonument
Een lettermonument of plaatsnaamattractie is een monumentale groep letters of tekens in de openbare ruimte die de naam van bijvoorbeeld een stad of een regio vormen.
In 1977 introduceerde de staat New York als stadspromotie een variant met een hartsymbool: I❤ NY. Dit logo was onderdeel van een reclamecampagne om toeristen te trekken en een positieve boodschap te verspreiden toen de staat een lange financiële crisis doormaakte. De combinatie "I ❤️" is op talloze manieren nagevolgd, ook voor commerciële productreclames.
Een bekend Nederlands lettermonument was I amsterdam waarvan in 2004 meerdere exemplaren in Amsterdam geplaatst werden. Van het exemplaar op het Museumplein werden per dag gemiddeld 6.000 selfies gemaakt en het werd uiteindelijk verplaatst vanwege de overmaat aan toeristen die het trok. Tot 2018 stond het op de zichtas die over het plein en de Museumstraat naar het Rijksmuseum liep; evenzo staat TORONTO op de as naar het stadhuis van deze Canadese stad. In beide gevallen versterkt de spiegeling in een vijver de zichtas.
Andere voorbeelden zijn WEstland, ‘ONLYLYON’, ‘#WOWMOSCOW’ en ‘I ambarawa in Westland, Lyon, Moskou en Ambarawa.

## Galerij

Hollywood Sign, Hollywood, Verenigde Staten
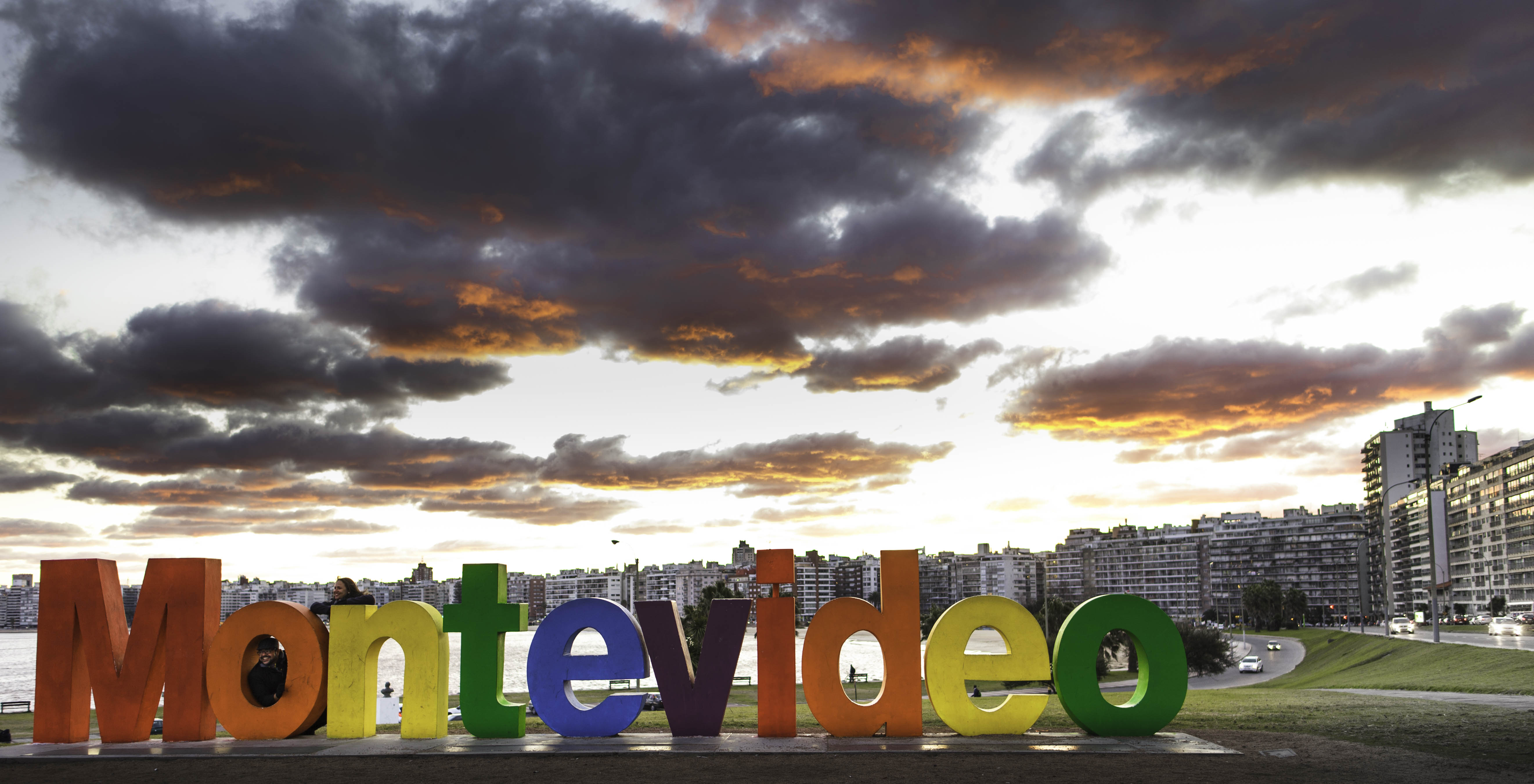
Montevideo, Uruguay, met wisselende thema's;  regenboogversie uit 2015.
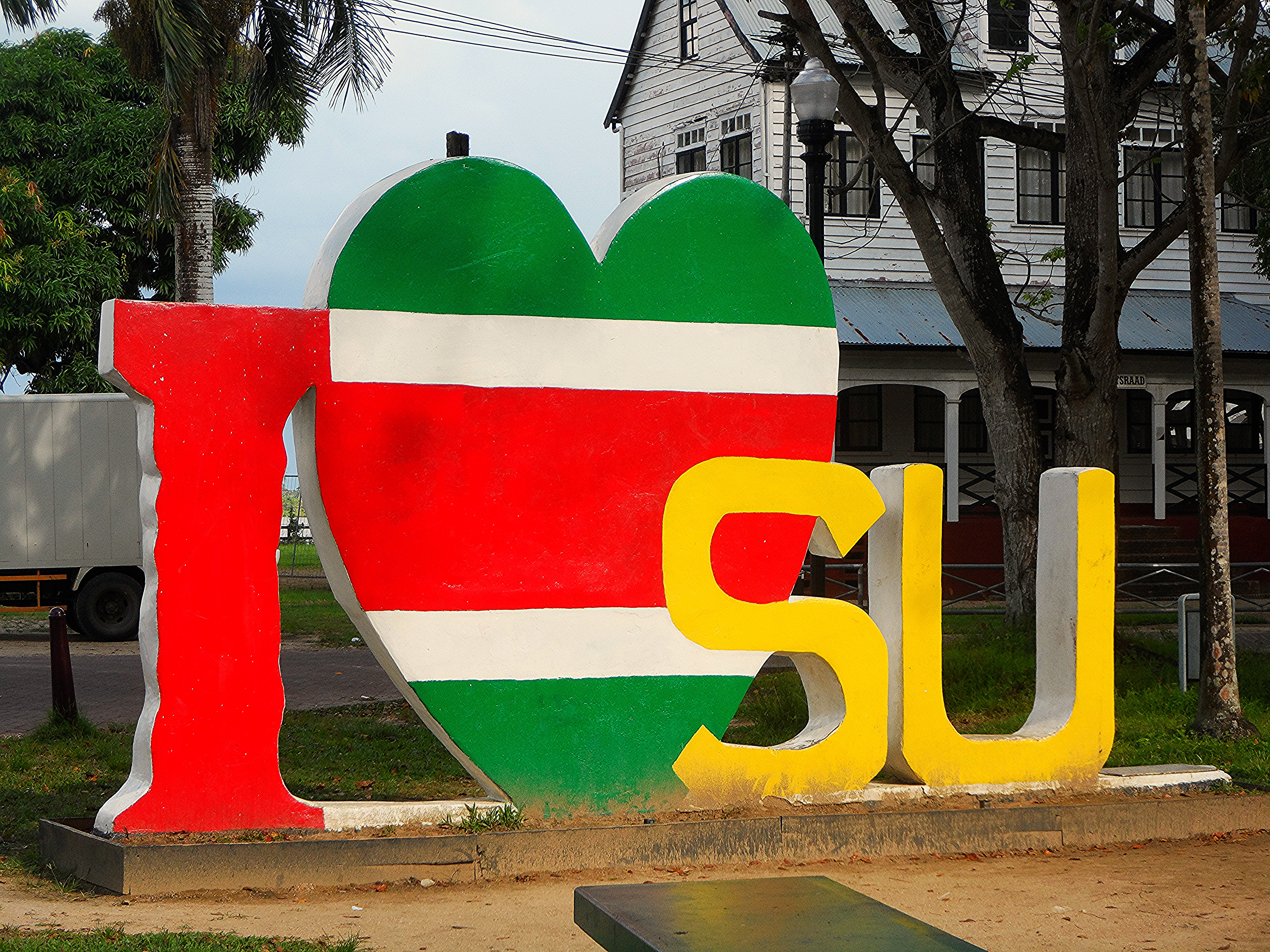
Srefidensimonument, Paramaribo, Suriname
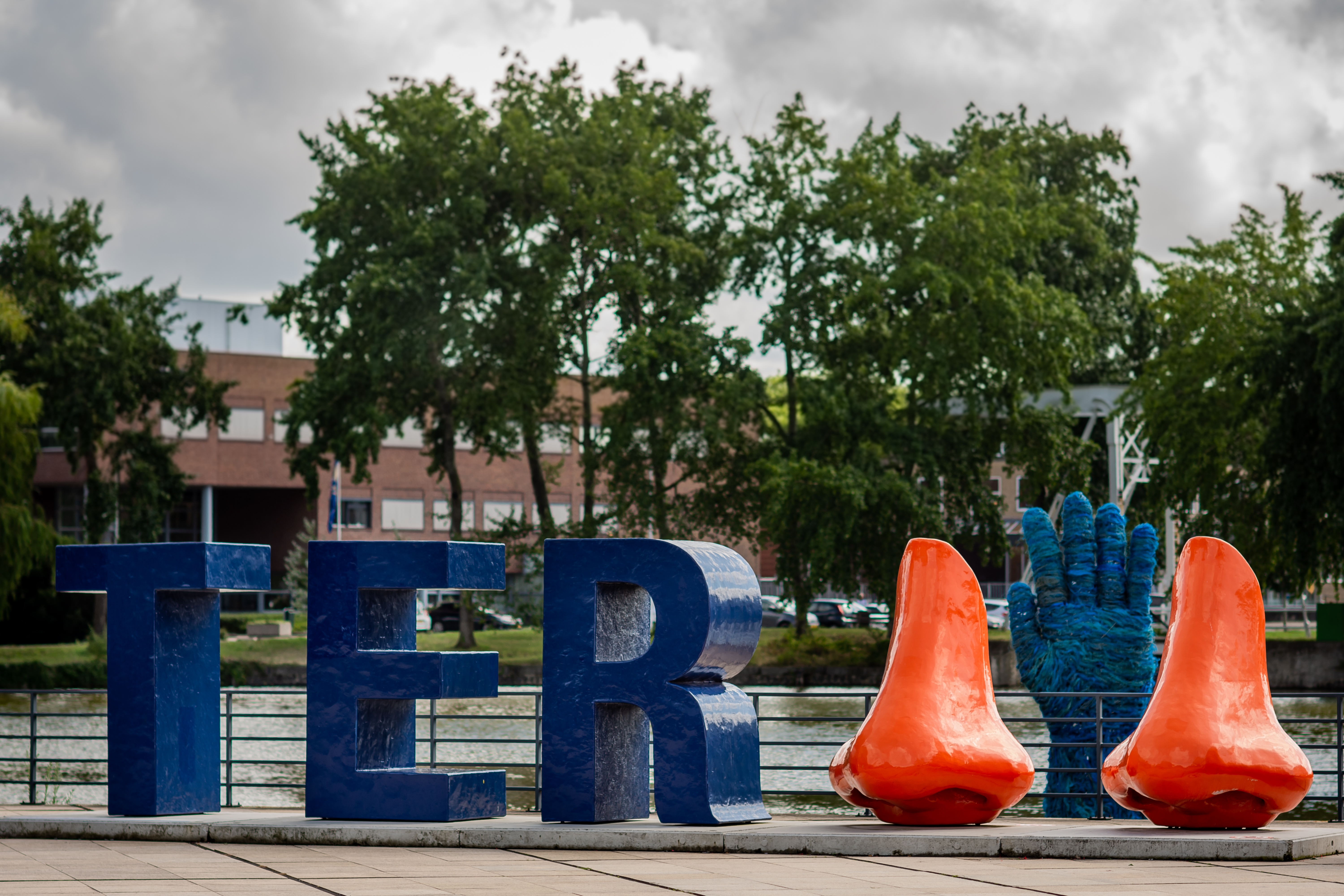
TER👃👃, Stadhuisplein Terneuzen, Nederland
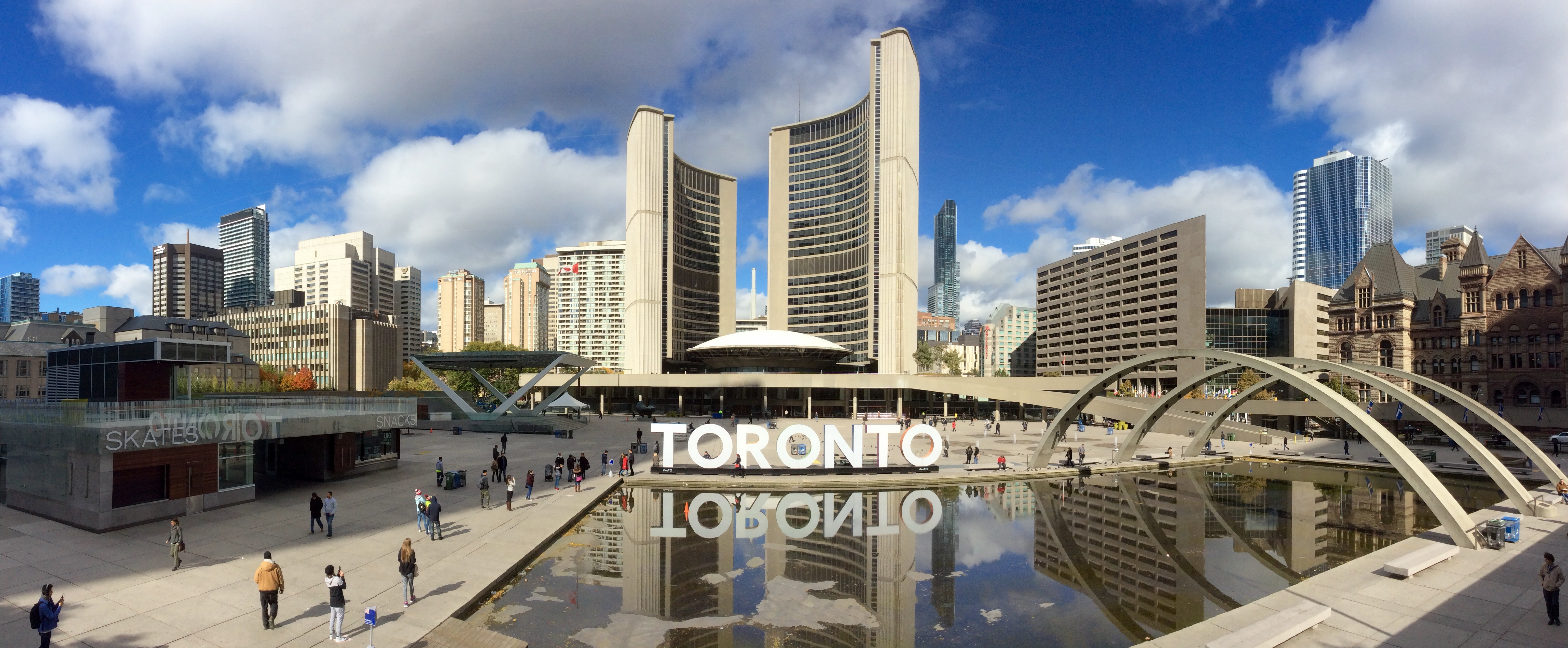
Toronto, Canada, bij het stadhuis
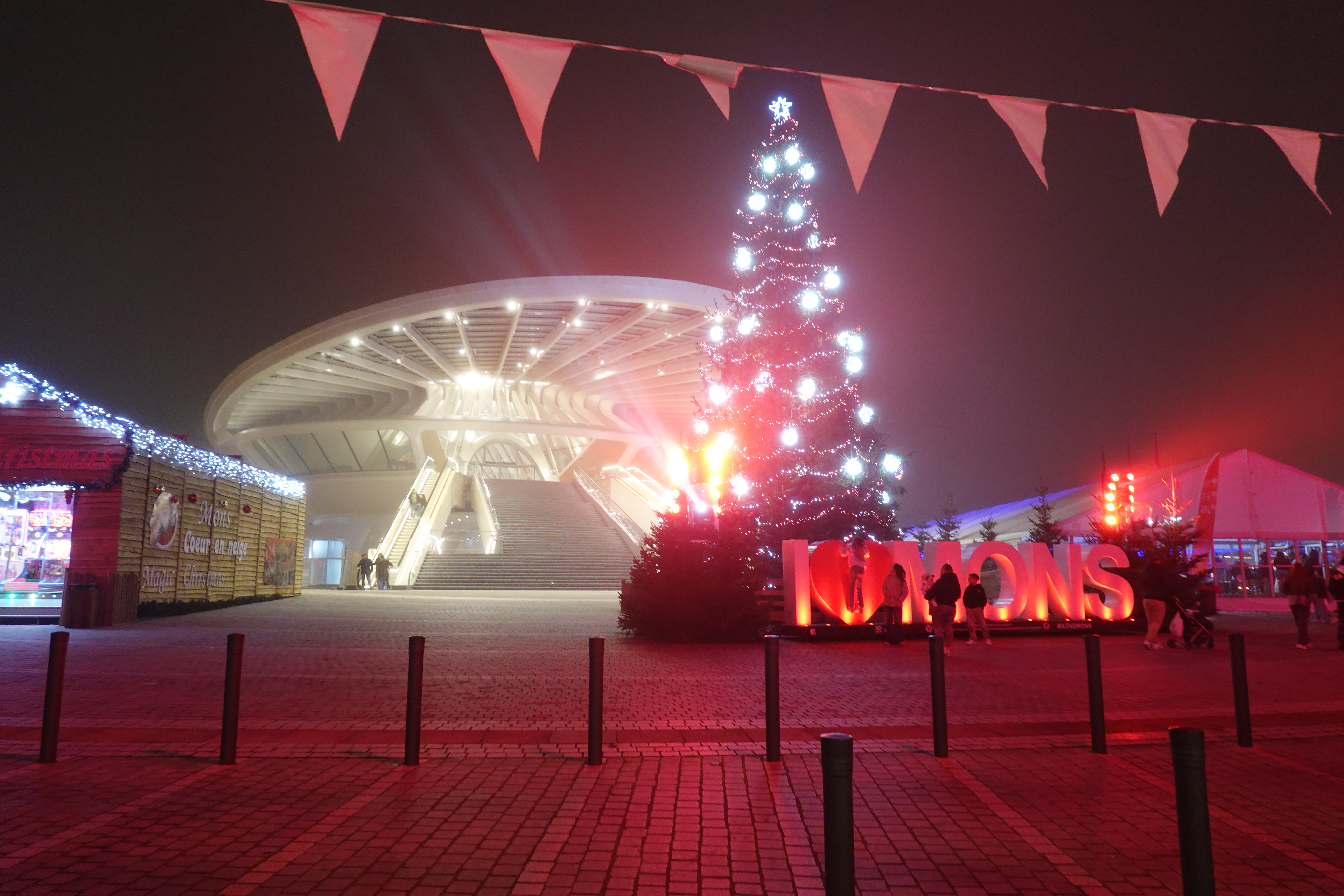
I❤MONS bij het kort tevoren geopende Station Bergen (Mons)
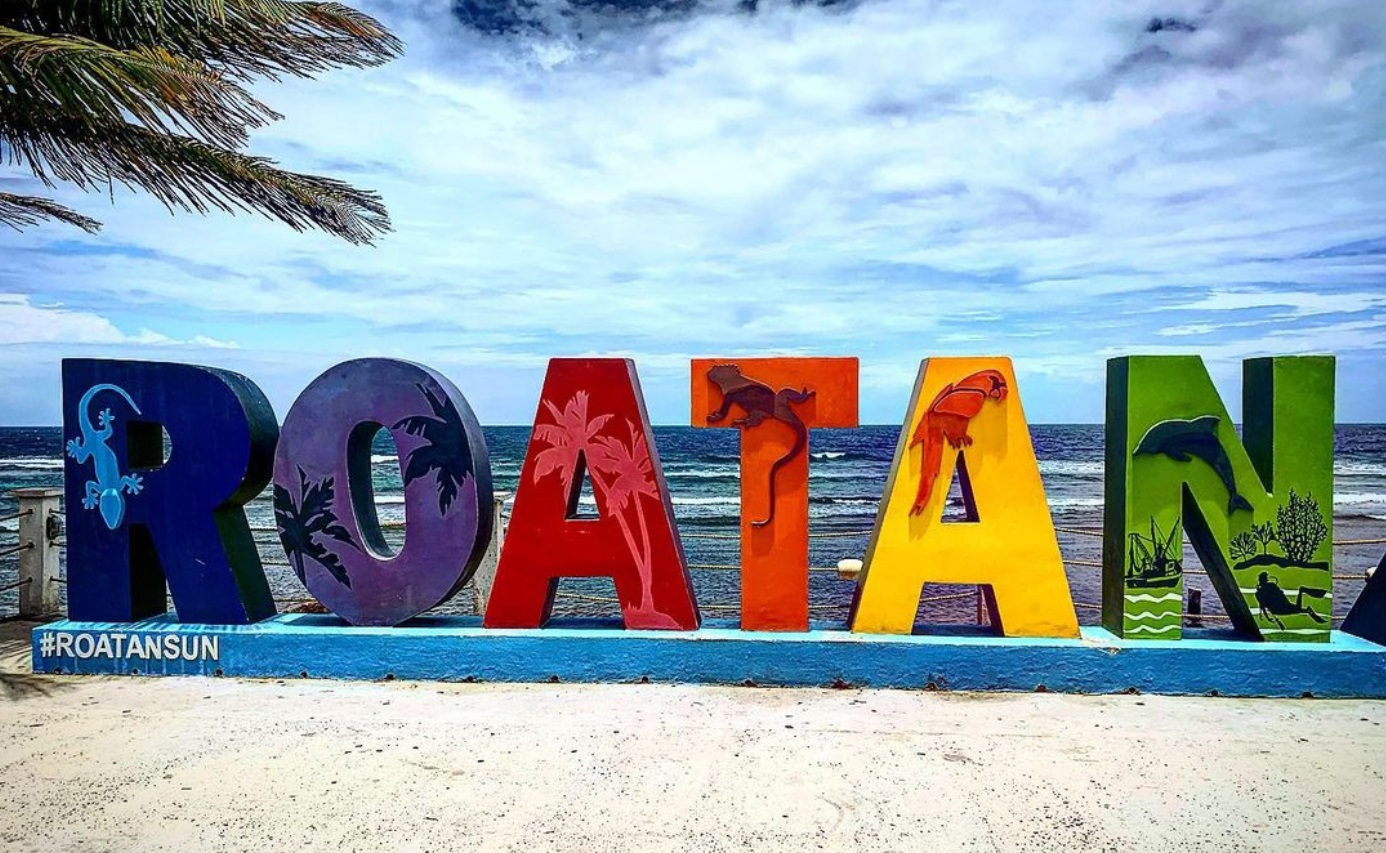
Oostkust van het Hondurese eiland Roatán
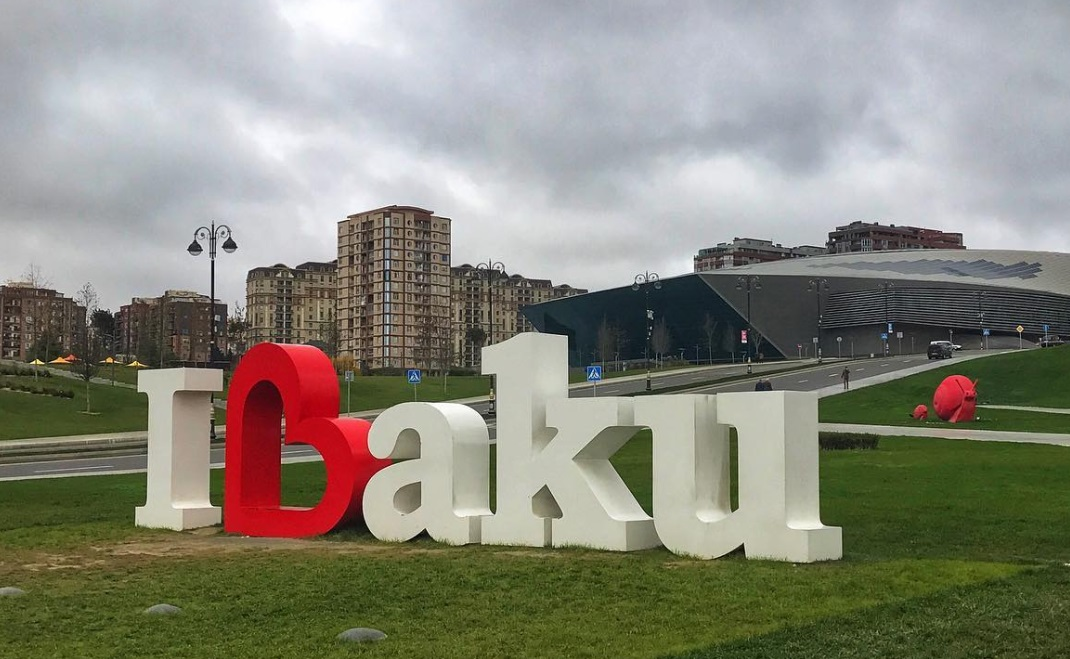
Conferentiecentrum Bakoe, Azerbeidzjan, met gekanteld hart om een B te vormen